# كوزو ميوشي
كوزو ميوشي (باليابانية: 三好耕三) هو مصور ياباني، ولد في 1947.